# Dermatomiosite
Dermatomiosite é uma doença inflamatória crónica que afeta os músculos. Os sintomas mais evidentes são fraqueza muscular que se vai agravando com o tempo e lesões na pele, como manchas violeta nas pálpebras e formações escamosas nos dedos, cotovelos e joelhos, denominadas pápulas de Gottron. Os sintomas podem aparecer subitamente ou irem-se desenvolvendo ao longo de vários meses. Entre outros possíveis sintomas estão perda de peso, febre, inflamação dos pulmões ou sensibilidade das lesões à luz do sol. Entre as possíveis complicações está a formação de depósitos de cálcio nos músculos ou na pele.
Desconhecem-se as causas exatas da doença. Entre as hipóteses discutidas está a possibilidade de ser uma doença autoimune ou o resultado de uma infeção viral. A dermatomiosite é um tipo de miopatia inflamatória. O diagnóstico geralmente baseia-se nos sintomas, análises ao sangue, eletromiografia e biópsia aos músculos.
Embora não exista cura para a doença, o tratamento geralmente alivia os sintomas. O tratamento consiste em medicação, fisioterapia, exercício físico, aplicação de calor, ortóteses e outros aparelhos de apoio, e descanso. A medicação geralmente consiste na administração de corticosteroides, que podem ser combinados com outros fármacos como metotrexato e azatioprina quando a pessoa não apresenta melhorias. A administração de imunoglobulina intravenosa pode também melhorar o prognóstico. Com tratamento, a maior parte das pessoas melhora e em alguns casos a doença fica completamente resolvida.
A cada ano são diagnosticados novos casos em 1 em cada 100 000 pessoas. A doença tem geralmente início entre os 40 e os 60 anos de idade e afeta mulheres com mais frequência do que homens. No entanto, pode ter início em qualquer idade. A dermatomiosite foi descrita pela primeira vez no século XIX.